# Кимоцуки (река)
Кимоцуки (яп. 肝属川 кимоцукигава) — река в Японии на острове Кюсю. Протекает по территории префектуры Кагосима.
Исток реки находится под горой Онтаке (御岳, высотой 1182 м), на территории города Каноя. Кимоцуки течёт на восток через одноимённую равнину, где в неё впадают реки Симотани (下谷川), Оаира (大姶良川), Аира (姶良川), Кояма (高山川), Кусира (串良川) и прочие. Река впадает в залив Сибуси Филиппинского моря.
Длина реки составляет 34 км, на территории её бассейна (485 км²) проживает 115578 человек. Согласно японской классификации, Кимоцуки является рекой первого класса.
Около 30 % бассейна реки занимают горы, около 50 % — плато, около 20 % равнины.
Уклон реки в верховьях составляет около 1/100-1/300, в среднем течении и низовьях — 1/1000-1/3000. Средний расход воды — 35,12 м³/с.